# Germund Hesslow
Germund Hesslow, född 1949 i Stockholm, är docent i filosofi och professor i neurofysiologi, verksam vid Lunds universitet.
Hesslow studerade historia och filosofi vid Lunds universitet på 1970-talet och hade då ambitionen att forska inom teoretisk filosofi. Efter att ha övervägt att det skulle vara svårt att hitta en forskartjänst inom filosofi började han studera psykologi men blev missnöjd över att psykologiska institutionen dominerades av psykoanalytiska ansatser. Detta ledde Hesslow vidare till en forskarutbildning i neurofysiologi vid medicinska fakulteten. Han tog en filosofie doktorsexamen i filosofi 1986 och en filosofie doktorsexamen i neurofysiologi 1988. Hans främsta forskningsområde är inlärning ur ett biologiskt perspektiv.
I samband med debatten om bortträngda minnen, som spelade stor roll i bland annat domarna mot Thomas Quick, framhöll Hesslow att påståendena om bortträngda minnen om sexuella övergrepp saknade vetenskaplig grund.
Hesslow var praeses agens (ordförande) i det lärda samfundet Societas Ad Sciendum mellan 1994 och 1995.